# Gonzalo Bueno (Tennisspieler)
Gonzalo Bueno (* 3. April 2004 in Trujillo) ist ein peruanischer Tennisspieler.

## Karriere
Zwischen 2018 und 2022 spielte Bueno auf der ITF Junior Tour. Dabei nahm er 2021 und 2022 je dreimal an einem Grand-Slam-Turnier teil. Dort war er vor allem im Doppel erfolgreich, im Einzel kam er nie über das Achtelfinale hinaus, das er bei den US Open 2022 erreichte. Im Doppel ging er meist mit seinem Landsmann Ignacio Buse an den Start, mit dem er bei den US Open 2022 im Halbfinale stand – in Wimbledon 2021 stand er an der Seite des Paraguayers Adolfo Daniel Vallejo ebenfalls im Halbfinale. Bei den French Open 2022 gelang mit Bueno der Einzug ins Endspiel, wo sie der topgesetzten Paarung aus Edas Butvilas und Mili Poljičak unterlagen. Im Einzel gewann Bueno mit dem Trofeo Bonfiglio ein Turnier der Grade A, der höchsten Kategorie, während er im Doppel vier Turniere der Grade 1, der zweithöchsten Kategorie, für sich entschied. In der Junioren-Rangliste erreichte er mit Platz 5 seine höchste Notierung.
Bei den Profis spielte Bueno ab 2022 regelmäßig. In seinem ersten Profijahr erreichte er auf der ITF Future Tour dreimal das Halbfinale sowie ein Finale, das er zum ersten Profititel nutzte, im Doppel war er ebenfalls erstmals erfolgreich. Bei einem seiner ersten Auftritte auf der höherdotierten ATP Challenger Tour in Lima, an der er nur dank einer Wildcard teilnehmen konnte, überraschte er die Konkurrenz. Er besiegte zwei Spieler der Top 200 und zog ins Halbfinale ein. Selbiges gelang ihm mit Buse zusammen zwei Monate später auch beim zweiten Challenger in Lima. In der Weltrangliste zog er in beiden Ranglisten in die Top 600 ein. Im Jahr 2023 gewann Bueno zwei weitere Future-Titel im Einzel und steigerte sein Ranking bis Platz 374. Im Doppel überzeugte er in diesem Jahr weniger. Einzig in Lima war er erneut erfolgreich und gewann an der Seite des Paraguayers Adolfo Daniel Vallejo seinen ersten Challenger-Titel. Im Endspiel besiegten sie die Peruaner Jorge Panta und seinen ehemaligen Doppelpartner Ignacio Buse. Nach dem Titel stieg er bis Platz 407 im Doppel. Für die peruanische Davis-Cup-Mannschaft kam Bueno 2023 das erste Mal und in zwei Begegnungen zum Einsatz. Gegen Viktor Durasovic aus Norwegen verlor er, während er den Iren Simon Carr deutlich besiegte. Auch bei den Panamerikanischen Spielen trat Bueno im Einzel und Doppel an, wo er jeweils früh ausschied. Bei den ATP Finals am Saisonende agierte Bueno als Hitting-Partner für Carlos Alcaraz.

## Erfolge
| Legende (Anzahl der Siege) |
| Grand Slam                 |
| ATP Finals                 |
| ATP Tour Masters 1000      |
| ATP Tour 500               |
| ATP Tour 250               |
| ATP Challenger Tour (4)    |

### Einzel

#### Turniersiege
| Nr. | Datum           | Turnier      | Belag | Finalgegner             | Ergebnis        |
| --- | --------------- | ------------ | ----- | ----------------------- | --------------- |
| 1.  | 14. Januar 2024 | Buenos Aires | Sand  | Dmitri Popko            | 6:4, 2:6, 7:64  |
| 2.  | 28. April 2024  | Concepción   | Sand  | Juan Pablo Ficovich     | 6:4, 6:0        |
| 3.  | 3. August 2025  | Liberec      | Sand  | Genaro Alberto Olivieri | 6:2, 2:0 aufgg. |

### Doppel

#### Turniersiege
| Nr. | Datum           | Turnier | Belag | Partner               | Finalgegner              | Ergebnis |
| --- | --------------- | ------- | ----- | --------------------- | ------------------------ | -------- |
| 1.  | 25. August 2023 | Lima    | Sand  | Adolfo Daniel Vallejo | Ignacio Buse Jorge Panta | 6:4, 6:2 |